# 杰罗姆·威斯纳
杰罗姆·威斯纳（英語：Jerome Bert Wiesner，1915年5月30日—1994年10月21日）是一位美国電機工程學工程师，1971–1980年间任第13任麻省理工学院校长。